# Suholisî, Bila Țerkva
Suholisî (în ucraineană Сухоліси) este localitatea de reședință a comunei Suholisî din raionul Bila Țerkva, regiunea Kiev, Ucraina.

## Demografie
Componența lingvistică a localității Suholisî
     Ucraineană (96,97%)
     Rusă (2,85%)
     Alte limbi (0,09%)
Conform recensământului din 2001, majoritatea populației localității Suholisî era vorbitoare de ucraineană (96,97%), existând în minoritate și vorbitori de rusă (2,85%).